# Епархия Обуаси
 Епархия Обуаси (лат. Dioecesis Obuasiensis) — епархия Римско-Католической Церкви c центром в городе Обуаси, Гана. Епархия Обуаси входит в митрополию Кумаси.

## История
3 марта 1995 года Папа Римский Иоанн Павел II издал буллу «Apostolicum opus», которой учредил епархию Обуаси, выделив её из архиепархии Кумаси.
22 декабря 2001 года епархия Обуаси стала частью церковной провинции Кумаси.

## Ординарии епархии
- епископ Thomas Kwaku Mensah (3.03.1995 — 26.03.2008);
- епископ Gabriel Justice Yaw Anokye (26.03.2008 — 15.05.2012) — назначен архиепископом Кумаси;
  - Sede vacante (2012—2014)
- епископ John Yaw Afoakwa (с 22 ноября 2014 года).